# Якуб паша Кара Османзаде
Якуб паша Кара Османзаде (на турски: Yakub Paşa, Kara Osmanzade) е османски офицер и чиновник. Заема валийски постове в империята. През септември 1845 година наследява Мехмед Салих паша Гюмрюкчю като валия на Солунския еялет и остава на поста до април 1846 година. В юли 1850 година отново става валия в Солун и остава там до ноември 1851 г.
Умира в 1854 година.